# Teixeirópolis
Teixeirópolis este un oraș în Rondônia (RO), Brazilia, având o populație de 5,852 de locuitori (în 2005) și o întindere de 460 km².